# Les Bayards
Les Bayards är en ort i kommunen Val-de-Travers i kantonen Neuchâtel i Schweiz. Den ligger cirka 32,5 kilometer sydväst om Neuchâtel. Orten har 351 invånare (2021).
Orten var före den 1 januari 2009 en egen kommun, men slogs då samman med kommunerna Boveresse, Buttes, Couvet, Fleurier, Môtiers, Noiraigue, Saint-Sulpice och Travers till den nya kommunen Val-de-Travers.